# Economia di Londra

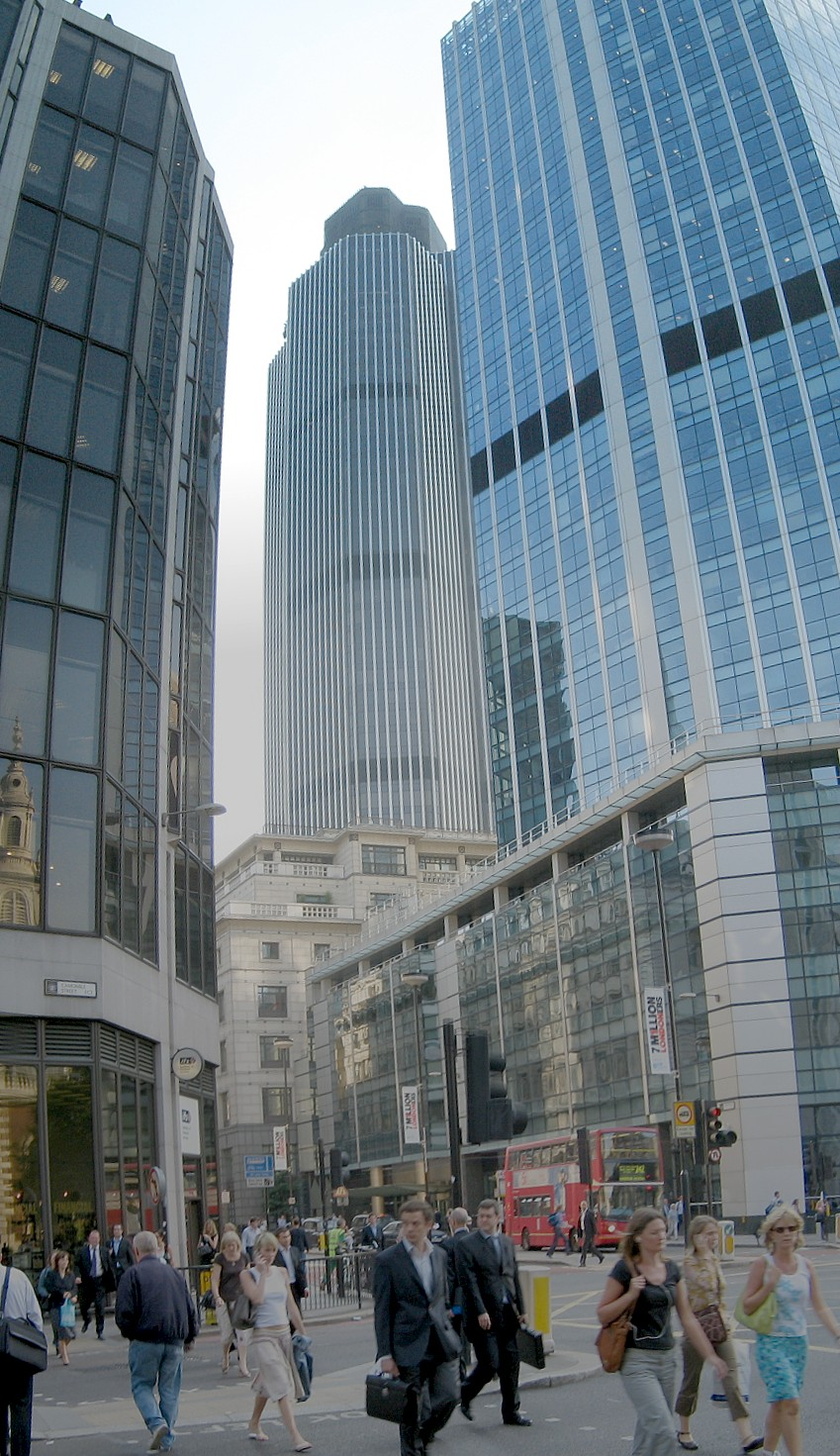
Bishopsgate, nella città di Londra.

L'economia di Londra è dominata dal settore terziario, in particolare dei servizi finanziari e professionali associati, che hanno forti legami con l'economia di altre parti del Regno Unito e a livello internazionale. Oltre ad essere la capitale del Regno Unito, Londra è uno dei principali centri finanziari mondiali per gli affari e il commercio internazionale e uno dei "centri di comando" per l'economia globale.
Londra è la regione, la zona urbana e l'area metropolitana più popolose del Regno Unito. Ha avuto la quinta economia metropolitana più grande del mondo nel 2011 secondo la Brookings Institution. Alcuni dei suoi quartieri hanno uno stimato valore aggiunto loro pro capite di £ 116.800. L'avanzo fiscale di Londra, 32,5 miliardi di sterline nel 2016-2017, va principalmente a finanziare servizi in altre parti del Regno Unito.
Londra genera circa il 22% del PIL del Regno Unito. All'inizio del 2013,841.000 imprese del settore privato avevano sede a Londra, più che in qualsiasi altra regione o paese del Regno Unito. Il 18 per cento è nel settore delle attività professionali, scientifiche e tecniche mentre il 15 per cento nel settore delle costruzioni. Molte di queste sono piccole e medie imprese.

## PIL
La Greater London ha un prodotto interno lordo 503 miliardi di sterline mentre l'economia dell'area metropolitana di Londra, la più grande d'Europa con Parigi, genera circa 1/3 del PIL del Regno Unito o circa 1,0 trilioni di dollari (in PPP).

## Aziende di servizi
Londra è passata a un'economia prevalentemente basata sui servizi, per prima rispetto ad altre città europee, in particolare dopo la seconda guerra mondiale. Numerosi fattori contribuiscono al successo di Londra come industria dei servizi e centro del commercio:
- l'inglese è la lingua madre di solinano
- e la lingua internazionale dominante degli affari;
- il suo ruolo passato come capitale dell'ex impero britannico[15][16]
- la sua posizione in Europa, dal momento che questa ha una popolazione più grande di quella degli Stati Uniti,[17] e un fuso orario centrale che consente a Londra di fungere da ponte tra i mercati statunitensi e asiatici;[18]
- le relazioni speciali tra il Regno Unito e gli Stati Uniti,[19] e le strette relazioni del Regno Unito con molti paesi dell'Asia, dell'Africa e del Medio Oriente, in particolare quelli del Commonwealth delle nazioni;[20][21]
- Il diritto contrattuale inglese è quello più importante e più utilizzato negli affari internazionali;[22]
- un ambiente favorevole alle imprese (ad esempio: tasse relativamente basse per le società e gli stranieri non domiciliati;[23][24] nella City di Londra il governo locale non è eletto dalla popolazione residente ma dalle imprese residenti, ovvero è una democrazia aziendale);[25][26]
- buone infrastrutture di trasporto, in particolare la sua industria aeronautica;[27][28]
- un'elevata qualità della vita.[29][30][31]

Negli anni venti del XXI secolo oltre l'85% (3.2 milioni) della popolazione occupata della grande Londra lavora nel settore dei servizi. Un altro mezzo milione di dipendenti residenti nella Greater London lavora nella produzione e nell'edilizia, divisi quasi equamente tra i due settori.

### Distretti commerciali
Londra ha cinque principali distretti degli affari: la City, Westminster, Canary Wharf, Camden & Islington e Lambeth & Southwark. Un modo per avere un'idea della loro importanza relativa è guardare le quantità relative di spazi per uffici: La Greater London aveva 26.721.000 m 2 di spazi per uffici nel 2001.
| Quartiere degli affari | Uffici (m 2 ) | Concentrazione aziendale                                                  |
| ---------------------- | ------------- | ------------------------------------------------------------------------- |
| City                   | 7.740.000     | Finanza, intermediazione, assicurazioni, legale, gestori di fondi, banche |
| Westminster            | 5.780.000     | Sedi centrali, immobiliare, private banking, hedge fund, governo          |
| Camden e Islington     | 2.294.000     | Industrie creative, finanza, design, arte, moda, architettura, media      |
| Canary Wharf           | 2.120.000     | Bancario, media, legale                                                   |
| Lambeth e Southwark    | 1.780.000     | Contabilità, consulenza, governo locale                                   |

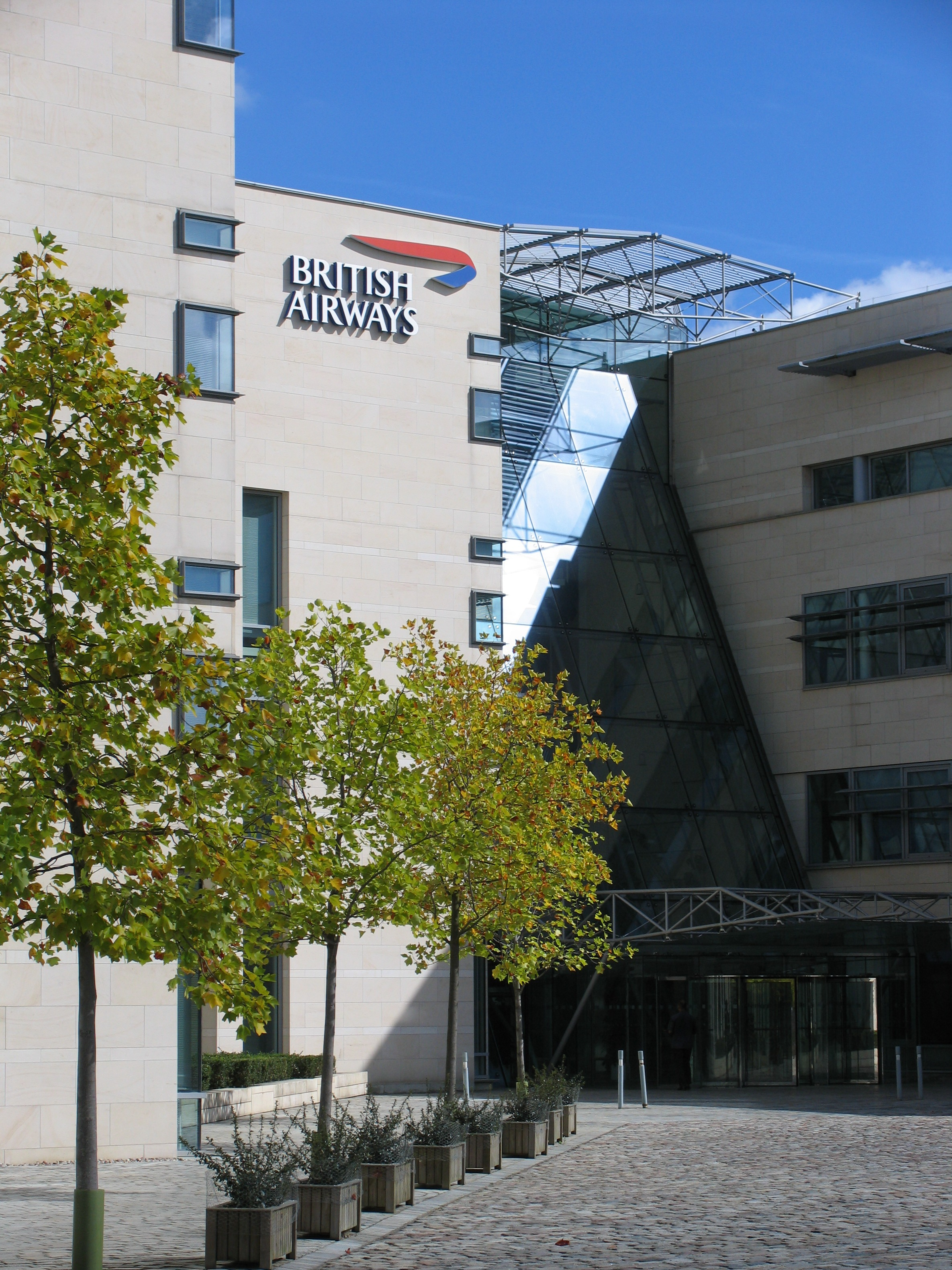
Waterside, il quartier generale della British Airways nel distretto di Hillingdon

Un'utile guida alla distribuzione della ricchezza in tutta Londra è il costo dell'affitto di spazi per uffici. Mayfair e St. James's sono storicamente le aree più costose: circa £ 1.570 per metro quadrato all'anno. I distretti commerciali meno costosi sono Waterloo & Southwark e East London Tech City, un nuovo ma in crescita hub di start-up di aziende tecnologiche, noto anche come Silicon Roundabout – circa £ 700 per metro quadrato all'anno.

### Sedi di aziende nazionali e internazionali
Il London Stock Exchange è la borsa valori più internazionale e la più grande d'Europa. Più della metà delle prime 100 società quotate alla Borsa di Londra (FTSE 100) e oltre 100 delle 500 più grandi società europee hanno sede nel centro di Londra. Oltre il 70% del FTSE 100 si trova all'interno dell'area metropolitana di Londra e il 75% delle società Fortune 500 ha uffici a Londra. Secondo una ricerca di Deloitte, "Londra ha la comunità esecutiva più diversificata a livello internazionale al mondo, attirando leader aziendali di 95 nazionalità e con ex studenti che lavorano in 134 paesi".

### Servizi finanziari
La più grande industria di Londra rimane la finanza. Si tratta del più grande centro di servizi finanziari al mondo e contribuisce in modo significativo alla bilancia dei pagamenti del Regno Unito. Nel 2017 secondo il Global Financial Centres Index, Londra è stata classificata come la piazza finanziaria più competitiva al mondo. Tuttavia, nella classifica 2018, ha perso quel titolo a favore di New York. Nel 2020, per il Global Financial Centres Index, Londra è stata classificata come il secondo centro finanziario più competitivo al mondo dopo New York (insieme a città come Shanghai, Tokyo, Hong Kong, Singapore, Pechino, San Francisco, Shenzhen e Zurigo nelle prime 10 posizioni). La City di Londra ospita borse, banche, broker, gestori di investimenti, fondi pensione, hedge fund, società di private equity, compagnie assicurative e mercati di riassicurazione. Londra è nota come centro della finanza internazionale in cui i partecipanti stranieri ai mercati finanziari si confrontano tra loro. È anche sede della Bank of England, la seconda banca centrale più antica del mondo, e dell'Autorità bancaria europea, sebbene quest'ultima si sia trasferita a Parigi nel marzo 2019 in seguito al referendum sulla Brexit del 2016. Altre istituzioni chiave sono i Lloyd's di Londra per le assicurazioni e il Baltic Exchange per le spedizioni.
Un secondo distretto finanziario si è sviluppato a Canary Wharf, a est della città, che comprende la sede globale di due delle più grandi banche del mondo, HSBC e Barclays, la sede di Citigroup nel resto del mondo e la sede della agenzia globale di notizie Reuters. Londra ha gestito il 36,7% delle transazioni valutarie globali nel 2009  – un fatturato medio giornaliero di US$ 1,85 trilioni – con più dollari USA scambiati a Londra che a New York, e più euro scambiati che in ogni altra borsa d'Europa messe insieme. Londra è il principale centro per i prestiti bancari internazionali, i mercati dei derivati, i mercati monetari, le assicurazioni internazionali, il commercio di oro, argento e metalli di base attraverso il London Bullion Market e il London Metal Exchange, ed emissione di titoli di debito internazionali.
In passato i servizi finanziari a Londra hanno beneficiato dell'adesione del Regno Unito all'Unione europea, anche se potrebbero cessare in seguito alla decisione del Regno Unito di lasciare l'Unione Europea.
La combinazione di normative permissive e istituzioni finanziarie di Londra che forniscono metodi sofisticati per riciclare i proventi di attività criminali in tutto il mondo, compresi quelli del traffico di droga, rende la City un hub globale per la finanza illecita e Londra un rifugio sicuro per i malfattori del mondo, secondo una ricerca, documenti e rapporti pubblicati a metà degli anni 2010.

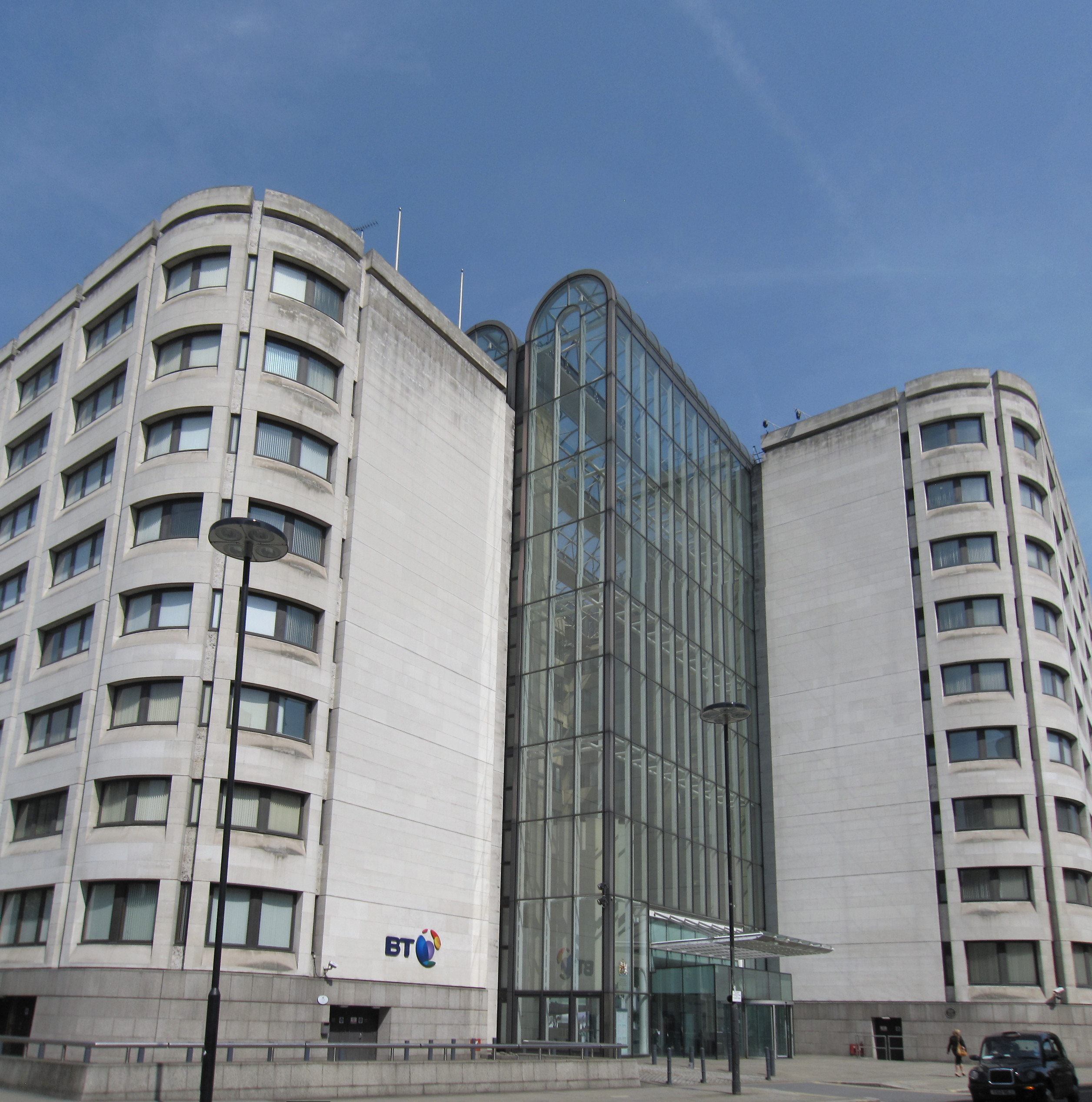
BT Centre, sede del BT Group, nella City di Londra

### Servizi professionali
Londra è un centro mondiale leader per i servizi professionali. In città si trovano molti diversi tipi di fornitori di servizi professionali, incluse le quattro grandi società contabili e le principali società di consulenza gestionale. Londra è la sede di quattro dei sei più grandi studi legali del mondo ed è un importante centro internazionale per i servizi legali.

### Media
Le società di media sono concentrate a Londra e l'industria della distribuzione dei media è il secondo settore più competitivo di Londra. La BBC è un datore di lavoro chiave ma anche altre emittenti hanno sedi in città. Molti giornali nazionali sono editi a Londra. Essendo stati tradizionalmente associati a Fleet Street nella City, ora sono dispersi nella capitale. Soho è il centro dell'industria della post-produzione londinese. I legami di Hollywood con il Regno Unito sono incentrati su Londra, che contribuisce con miliardi all'economia.

### Turismo
Il turismo è una delle principali industrie di Londra. Londra è la città più visitata al mondo dai turisti internazionali con 18,8 milioni di visitatori internazionali nel 2015, davanti a Bangkok (18.2 milioni) e Parigi (16.1 milioni). All'interno del Regno Unito, Londra ospita le dieci attrazioni turistiche più visitate. Il turismo ha impiegato l'equivalente di 350.000 lavoratori a tempo pieno a Londra nel 2003, mentre la spesa annuale dei turisti è di circa 15 miliardi di sterline.

### Tecnologia
Un numero crescente di aziende tecnologiche ha sede a Londra, in particolare a East London Tech City, nota anche come Silicon Roundabout. L'investimento nel settore tecnologico di Londra è stato di $ 2,28 miliardi nel 2015, il 69% in più rispetto a $ 1,3 miliardi raccolti nel 2014. Dal 2010, le società tecnologiche con sede a Londra hanno raccolto collettivamente $ 5,2 miliardi di fondi di capitale di rischio. Un rapporto di Ernst & Young ha evidenziato l'importanza di Londra per l'industria FinTech del Regno Unito in termini di disponibilità di competenze e domanda di servizi.

### Vendite al dettaglio
Londra è un importante centro di vendita al dettaglio, e nel 2010 ha registrato le vendite al dettaglio non alimentari più alte di qualsiasi altra città del mondo, con una spesa totale di circa £ 64,2 miliardi. L'industria della moda del Regno Unito, incentrata su Londra, contribuisce per decine di miliardi all'economia.

## Produzione e costruzione

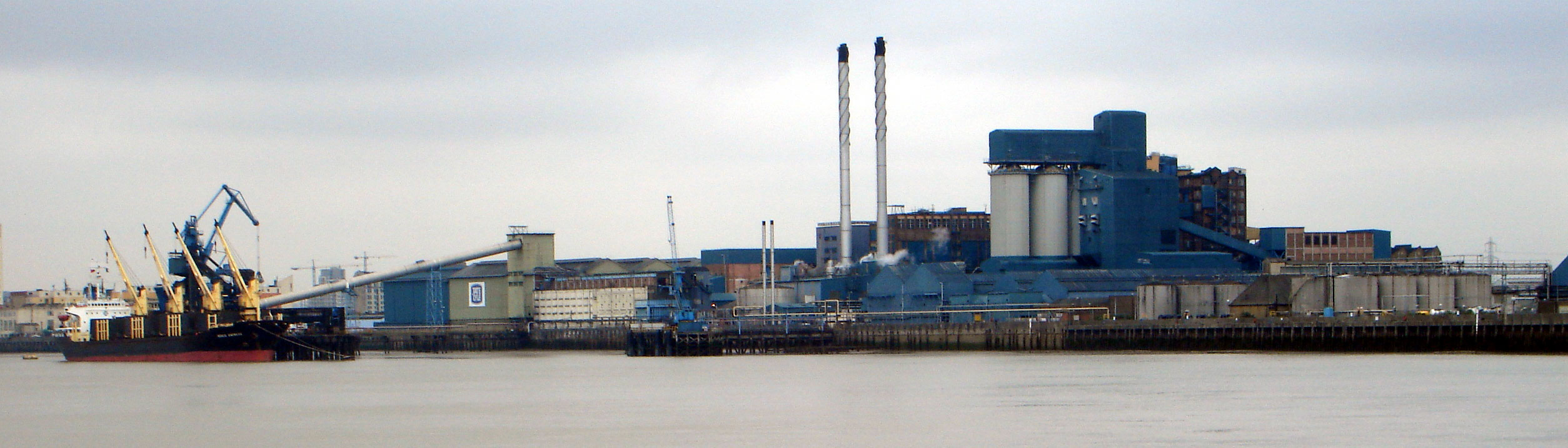
Raffineria di zucchero Tate & Lyle, Silvertown

Per il XIX e gran parte del XX secolo Londra è stata un importante centro manifatturiero, con oltre 1,5 milioni di lavoratori impiegati nell'industria nel 1960. La produzione ha subito un drammatico declino dagli anni 1960 in poi. Intere industrie sono andate perdute, compresa la costruzione navale (conclusa nel 1912 dopo centinaia di anni con la chiusura della Thames Ironworks and Shipbuilding Company), l'elettronica di consumo, la produzione di aeromobili e la maggior parte dell'industria della costruzione di veicoli. Questa tendenza continua, con la perdita dei siti di produzione farmaceutica di Aesica (ex Merck Sharp e Dohme) a Ponders End nel 2011, e Sanofi-Aventis (originariamente May &amp; Baker) a Dagenham entro il 2013. Le aziende farmaceutiche e biotecnologiche nel Regno Unito sono ancora presenti a Londra, inclusa la sede mondiale di GlaxoSmithKline.

### Produzione
Un importante impianto industriale rimasto in funzione è Ford Dagenham, il più grande sito di produzione di motori diesel al mondo. La produzione di cibo e bevande rimane in alcuni luoghi, ad esempio la cottura a Warburtons in Brimsdown, i biscotti alla United Biscuits ad Harlesden, la produzione alla Fuller's Brewery a Chiswick, la produzione di caffè e cioccolato da parte di Nestlé ad Hayes a West London e la raffinazione di zucchero e sciroppo da parte di Tate &amp; Lyle a Silvertown.

### Costruzioni
Londra è risultata essere la città con le migliori opportunità di investimento immobiliare per gli investitori stranieri nel 2014. Lo sviluppo degli uffici ha raggiunto il massimo in quattro anni nel 2013 con 902.000 metri quadrati in 71 edifici in costruzione.
A Nine Elms, sulla riva sud del fiume Tamigi, nel centro di Londra, è iniziato un programma di costruzione di 10 anni da svariati miliardi di sterline. Ciò svilupperà l'area da una zona industriale semi-abbandonata a un moderno quartiere residenziale e commerciale. Il programma include la rigenerazione della centrale elettrica di Battersea, la costruzione di nuove ambasciate per gli Stati Uniti e i Paesi Bassi e la rigenerazione del New Covent Garden Market, il più grande mercato di prodotti freschi del Regno Unito. I piani di miglioramento dei trasporti includono due nuove stazioni della metropolitana della Linea Northern, moli dei battelli fluviali, nuovi servizi di autobus e una rete di piste ciclabili e percorsi pedonali. Un nuovo ponte sul fiume Tamigi collegherà Nine Elms a Pimlico sulla sponda opposta. Una volta occupati i nuovi edifici, verranno creati circa 25.000 posti di lavoro permanenti e circa 16.000 nuove abitazioni.
Altri grandi progetti di costruzione includono Kings Cross Central e Paddington Waterside. Nel 2014, il governo ha identificato 20 nuove zone abitative in tutta Londra, e nel febbraio 2015 è stato approvato lo sviluppo delle prime nove zone, che creeranno 28.000 nuove abitazioni entro il 2025 con 260 milioni di sterline di investimento.

## Trasporti
I trasporti contribuiscono sia al settore dei servizi che a quello delle costruzioni nell'economia londinese.

### Trasporti pubblici
Londra dispone di un sistema di trasporto pubblico integrato gestito da Transport for London con un unico sistema di biglietteria elettronica, la Oyster Card. La rete della città ha fornito con successo il trasporto per le Olimpiadi estive del 2012. Comprende la metropolitana, la London Overground, la Docklands Light Railway, i London Buses e i London River Services. Un anello di 18 stazioni ferroviarie fornisce collegamenti ferroviari con città, paesi e villaggi in tutto il paese, nonché servizi internazionali per Parigi, Bruxelles e Amsterdam tramite l'Eurostar ad alta velocità. La rete ferroviaria Thameslink sta usufruendo di un programma da 6 miliardi di sterline per aggiornare ed espandere la linea.

### Crossrail
Il Crossrail, originariamente previsto per l'apertura nel 2018 ma posticipato fino al 2022, da maggio 2022 è diventato una nuova linea ferroviaria, che corre da est a ovest attraverso Londra e nella campagna circostante, denominata Elizabeth line. Ha un percorso di 118 km di binario con una diramazione per l'aeroporto di Heathrow. La caratteristica principale del progetto è la costruzione di 42 km di nuovi tunnel che collegano stazioni nel centro di Londra, inclusa una diramazione per Canary Wharf nella zona est di Londra. È il più grande progetto di costruzione d'Europa con £ 15 miliardi di costi previsti.

### Strade
La maggior parte delle strade del centro di Londra sono state tracciate prima dell'invenzione delle auto e la rete stradale di Londra è spesso congestionata. C'è una tassa di congestione di £ 16 al giorno per circolare nel centro di Londra. La Ultra Low Emission Zone (ULEZ) aggiunge un supplemento di £ 12,50 al giorno per i veicoli che non soddisfano gli standard Euro 4 per la benzina e Euro 6 per il diesel (corrispondenti rispettivamente ai veicoli prodotti prima del 2007 e del 2015). La tassa ULEZ è stata estesa alla Circonvallazione Nord e Sud da ottobre 2021.

### Aeroporti
Londra è servita da sei aeroporti internazionali che sono il sistema aeroportuale cittadino più trafficato del mondo per traffico passeggeri. Questi sono Heathrow, Gatwick, Stansted, Luton, London City e Southend.
Ci sono una serie di proposte per espandere la capacità degli aeroporti di Londra, inclusa l'espansione dell'aeroporto di Londra Heathrow e dell'aeroporto di Gatwick. L'argomento principale a favore dell'espansione dell'aeroporto è sostenere la crescita economica nel Regno Unito fornendo un hub internazionale per i collegamenti di trasporto aereo con i paesi in via di sviluppo in rapida crescita in tutto il mondo. La proposta di Heathrow prevede di creare 120.000 nuovi posti di lavoro in tutto il Regno Unito e portare benefici economici di oltre £ 100 miliardi. Prevede inoltre un aumento delle esportazioni a seguito dell'espansione.

### Porti
Un tempo il più grande del mondo, il porto di Londra è oggi il secondo più grande del Regno Unito, movimentando 48 milioni di tonnellate di merci ogni anno. Il porto non si trova in una singola area: si estende lungo il Tamigi, compreso il centro di Londra, con molti moli, banchine, terminal e strutture costruite in modo incrementale nel corso dei secoli. Come in molti porti storici europei simili, la maggior parte delle attività si è spostata costantemente a valle verso il mare aperto, poiché le navi sono diventate più grandi e altri usi urbani occupano terreni più vicini al centro della città. Oggi, gran parte del carico del porto di Londra passa attraverso il porto di Tilbury, al di fuori del confine della Greater London.
London Gateway, il più nuovo porto per container del Regno Unito, è stato aperto nel 2013. La struttura da 1,5 miliardi di sterline a Thurrock, nell'Essex, si snoda per 32 km lungo il Tamigi da Londra. Dovrebbe essere in grado di gestire 3.5 milioni di container all'anno. Si prevede che lo sviluppo creerà 27.000 posti di lavoro a Londra e nel sud-est e contribuirà con 2,4 miliardi di sterline all'anno alla sua economia.

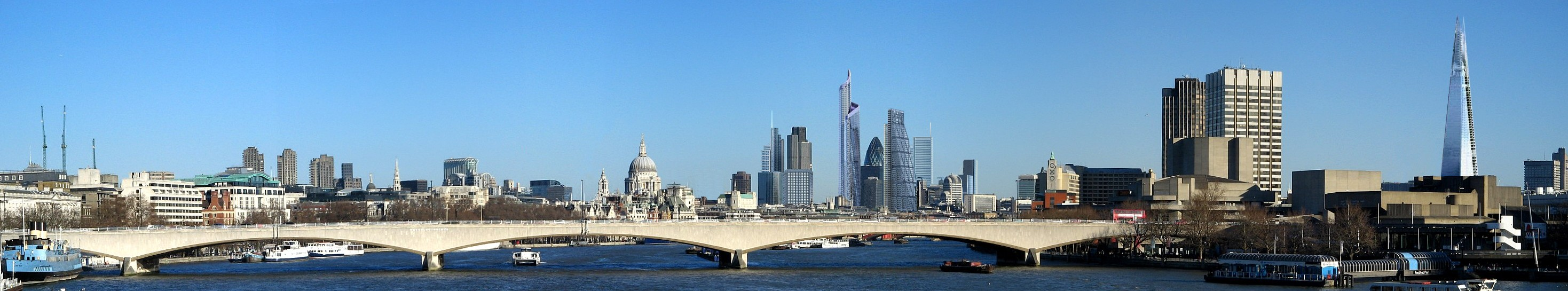